# Лесные негры
Лесные негры (Businenge, Bushinengue) — этническая общность в Южной Америке смешанного афро-евро-индейского происхождения. Являются потомками бежавших чёрных рабов, укрывшихся в джунглях — маронов. Живут в труднодоступных районах Суринама и Французской Гвианы. Численность в Суринаме — 42 тыс. чел., Гвиане — 6,5 тыс. чел., Гайане — 800 чел. (2009, оценка).
Говорят на креольских языках на английской основе: ндюка (джука; с диалектами ауканским, алуку, парамаккан и квинти; в основном в бассейнах реки Марони (на границе Суринама и западе Гвианы) и реки Коттика на северо-востоке Суринама, а также в верховьях реки Мана в центре Гвианы) и сарамакканском (по рекам Суринам и Сарамакка в центре Суринама и на северо-востоке Гвианы). Распространён также сранан-тонго, нидерландский и французский языки.
Верующие — католики, но очень сильны остатки традиционных верований.
Выделяются шесть групп (племён):
- парамаккано — бассейн р. Коттика;
- дьюка (аукано) — среднее течение р. Марони;
- бони (алуку) — долина реки Лава;
- коффимакка (квинти) — с 1805 в бассейне р. Коппенаме;
- сарамаккано — верхнее и среднее течение р. Суринам;
- матуари (матаваи) — в 1762 отделились от сарамаккано, поселились в верхнем и среднем течении р. Сарамакка.

С 1940-х годов многие лесные негры начали переселяться на побережье и вливаться в суринамское и гвианское общество.